# Col·legi Nacional Enrique Nvó Okenve
El Col·legi Nacional Enrique Nvó Okenve és una universitat al país africà de Guinea Equatorial. La universitat té dos campus, un amb seu a la ciutat de Malabo i un altre en Bata.
Va ser creat originalment en 1959 sota l'administració colonial espanyola amb el nom de Col·legi Laboral La Salle. Després de la independència en 1968, el col·legi va canviar el seu nom a la seva forma actual en honor d'Enrique Nvo Okenve, un Heroi de la independència assassinat pel governador general González Faustino Ruiz en 1959.
La Renovació de la seu de Malabo i el reacondicionament de la seu de Bata ha estat finançades per la USAID.